# Die rote Antilope
Die rote Antilope ist ein Roman von Henning Mankell, der im Jahr 2000 unter dem Originaltitel Vindens son (Der Sohn des Windes) bei dem schwedischen Verlag Norstedt erschienen ist.

## Handlung
In der Kalahariwüste im Jahr 1876 trifft der junge erfolglose Schwede Hans Bengler  bei seiner Suche nach einem noch unentdeckten Insekt auf den Buschjungen Molo, der bei einem Überfall auf seinen Stamm gerade seine Eltern verloren hat. Bengler, von einer plötzlichen Eingebung ergriffen, beschließt den Jungen mit nach Schweden zu nehmen, ihn zu „zivilisieren“ und ihm ein „besseres Leben“ zu ermöglichen. Gegen den Widerstand von Wilhelm Anderssen, einem schwedischen Handelsbeauftragten, der Bengler in der Wüste zeitweise bei sich aufnimmt, und den des Jungen, der partout seine Heimat nicht verlassen will, schiffen die beiden von Kapstadt nach Simrishamn, wo gerade der schwedische Herbst angebrochen ist. 
Molo, den Bengler Daniel tauft, ohne sich um seinen früheren Namen und seine Vergangenheit zu kümmern, leidet sehr unter der plötzlichen Entwurzelung und heftigem Heimweh, aber alle seine Fluchtversuche, auf dem „großen Wassertier“, dem Meer, nach Hause zu laufen, scheitern. Währenddessen geht Bengler das Geld aus, und er beschließt, „für das Wohl des Jungen“, ihn gegen Bezahlung dem Maler Alfred Boman als Model zu vermieten und ihn, zusammen mit seinen gesammelten Insekten, in den Städten der schwedischen Südküste auszustellen. Auf der Reise kommen sie auch in Benglers altes Elternhaus, wo er erfährt, dass sein Vater tot ist und das Haus ein Chaos. Er nimmt sämtliche Wertgegenstände aus dem Haus mit und den Versuch, seine kaputte Vergangenheit hinter sich zu lassen, „ein neues Leben“ soll beginnen.
Als nach einem Zwischenfall mit der kritischen Journalistin Ina Myrén, die versucht die Wahrheit über Daniels Vergangenheit herauszubekommen, Bengler mit Molo auf der Flucht ist, überlässt dieser den Jungen der Obhut von Doktor Madsen, der wissenschaftliches Interesse an ihm hat, und Alma und Edvin, die ihn auf ihrem ärmlichen Bauernhof in einem schwedischen Nest mit Namen Kverrestad aufnehmen.
Von „Vater“ enttäuscht und in der schwedischen Provinz von allen Seiten angefeindet, plant er stärker denn je seine Flucht über das Meer zurück in die Heimat. Unerwartete Unterstützung erhält er dabei von Sanna, einem Mädchen aus dem Dorf, die als „zurückgeblieben“ und „verblödet“ gilt. Die beiden werden Freunde. Daniel, der zwar inzwischen der schwedischen Sprache mächtig ist, leidet weiterhin und eckt überall an, sowohl bei den unaufgeklärten Dorfbewohnern als auch beim Pfarrer Hallén, dem es nicht gelingen will, den Jungen zu missionieren.
Nachdem Daniel bei seinem ersten Fluchtversuch geschnappt wird, gelingt ihm gemeinsam mit Sanna eine zweite Flucht, bei der die beiden abermals geschnappt werden. Verzweifelt will er sich in die Fluten werfen, aber es ist ausgerechnet Sanna, die ihn daran hindert, mit seinen Eltern wieder vereint zu sein. Diesen Verrat kann Daniel  nicht verzeihen.